# Richard B. Shull
Richard Bruce Shull (* 24. Februar 1929 in Evanston, Illinois; † 14. Oktober 1999 in New York City, New York) war ein US-amerikanischer Schauspieler.

## Leben
Shull besuchte die University of Iowa und diente danach 1953 in der United States Army. Nach seinem Ausscheiden aus dem Militärdienst erhielt er 1954 eine Anstellung als Bühnenmeister des Playhouse Theatre am Broadway. Zwei Jahre später hatte er sein Broadwaydebüt als Schauspieler in einer kleinen Nebenrolle als Polizeibeamter in Wake Up, Darling. 1970 hatte er eine größere Rolle in Marx Brothers-Musical Minnie's Boys an der Seite von Shelley Winters. Es folgten eine Reihe weiterer Rollen in Broadway- und Off-Broadwayproduktionen. Für seine Darstellung in Goodtime Charley war er 1975 für den Tony Award und den Drama Desk Award nominiert. 1984 erhielt er als Teil des Ensembles von The Marriage of Bette and Boo den Obie Award. Zwischen 1995 und 1997 stand er neben Julie Andrews in der Originalproduktion des Musicals Victor/Victoria auf der Bühne. Kurz vor seinem Tode trat er noch in Epic Proportions auf.
Seine Filmkarriere begann Shull Mitte der 1960er Jahre in teilweise im Abspann nicht genannten Rollen. 1971 war er neben Sean Connery und Christopher Walken in Sidney Lumets Thriller Der Anderson Clan sowie an der Seite von Jane Fonda und Donald Sutherland in Klute zu sehen. Eine größere Rolle spielte er im Horrorfilm Sssnake Kobra von 1973. Zu seinen weiteren Filmrollen zählen Auftritte in den Komödien Oh, Moses!, Splash – Jungfrau am Haken und Julia und ihre Liebhaber. Daneben war er als Gaststar in einer Reihe von Fernsehserien zu sehen, darunter Der Chef, Detektiv Rockford – Anruf genügt und Hart aber herzlich.
Shull war in vierter Ehe verheiratet. Seine ersten beiden Ehen wurden geschieden, seine dritte Frau starb 1997.

## Filmografie (Auswahl)
- 1971: Klute
- 1971: Der Anderson Clan (The Anderson Tapes)
- 1973: Sssnake Kobra (Sssssss)
- 1976: Die haarsträubende Reise in einem verrückten Bus (The Big Bus)
- 1976: Holmes & Yoyo (Fernsehserie)
- 1980: Oh, Moses! (Wholly Moses!)
- 1980: Hart aber herzlich (Hart to Hart, Fernsehserie, Folge Der sechste Sinn)
- 1980: Hart aber herzlich (Hart to Hart; Fernsehserie, Folge Das Portrait)
- 1981: Herzquietschen (Heartbeeps)
- 1982: Hart aber herzlich (Hart to Hart; Fernsehserie, Folge Flaschenteufel)
- 1983: Im Sauseschritt ins Dünenbett (Spring Break)
- 1983: Lovesick – Der liebeskranke Psychiater (Lovesick)
- 1984: Die Göttliche (Garbo Talks)
- 1984: Splash – Jungfrau am Haken (Splash)
- 1990: Julia und ihre Liebhaber (Tune in Tomorrow...)
- 1992: Housesitter – Lügen haben schöne Beine (HouseSitter)
- 1994: Schneesturm im Paradies (Trapped in Paradise)
- 1997: Private Parts

## Broadway
- 1956: Wake Up, Darling
- 1970: Minnie's Boys
- 1975: Goodtime Charley
- 1981: Oh, Brother!
- 1981: Fools
- 1986–1987: The Front Page
- 1993: Ain't Broadway Grand
- 1995–1997: Victor / Victoria
- 1999: Epic Proportions

## Auszeichnungen
- 1975: Tony-Award-Nominierung für Goodtime Charley
- 1975: Drama-Desk-Award-Nominierung für Goodtime Charley
- 1984: Obie Award für The Marriage of Bette and Boo